# Goślicki Staw
Goślicki Staw – niewielki staw w pobliżu nieistniejącej osady Goślice na Wieleckiej Górze.